# Violales
Violales е разред покритосеменни растения, използван в някои традиционни класификации. В системата APG II представителите му са включени в други разреди:
- семейство Achariaceae → разред Malpighiales
- семейство Ancistrocladaceae → разред Caryophyllales
- семейство Begoniaceae → разред Cucurbitales
- семейство Bixaceae → разред Malvales
- семейство Caricaceae → разред Brassicales
- семейство Cistaceae → разред Malvales
- семейство Cucurbitaceae → разред Cucurbitales
- семейство Datiscaceae → разред Cucurbitales
- семейство Dioncophyllaceae → разред Caryophyllales
- семейство Flacourtiaceae → включено в семейство Salicaceae в разред Malpighiales
- семейство Fouquieriaceae → разред Ericales
- семейство Frankeniaceae → разред Caryophyllales
- семейство Hoplestigmataceae → несигурна класификация
- семейство Huaceae → еурозиди I (директно включване)
- семейство Lacistemataceae → разред Malpighiales
- семейство Loasaceae → разред Cornales
- семейство Malesherbiaceae → разред Malpighiales (възможно включване в семейство Passifloraceae)
- семейство Passifloraceae → разред Malpighiales
- семейство Peridiscaceae → разред Malpighiales
- семейство Scyphostegiaceae → включено в семейство Salicaceae в разред Malpighiales
- семейство Stachyuraceae → разред Crossosomatales
- семейство Tamaricaceae → разред Caryophyllales
- семейство Turneraceae → разред Malpighiales (възможно включване в семейство Passifloraceae)
- семейство Violaceae → разред Malpighiales